# Setaria scheelei
Setaria scheelei là một loài thực vật có hoa trong họ Hòa thảo. Loài này được (Steud.) Hitchc. miêu tả khoa học đầu tiên năm 1928.